# Nicolás Redondo Terreros
Nicolás Redondo Terreros (Portugalete, 16 juni 1958) is een Spaans politicus voor de Partido Socialista de Euskadi-Euskadiko Ezkerra (PSE-EE).

## Levensloop
Hij is de zoon van voormalig  UGT-sydicalist en PSOE-secretaris Nicolás Redondo Urbieta.
Hij werd voorzitter van de PSE-EE in 1997 toen hij Ramón Jáuregui opvolgde, zelf werd hij in 2002 opgevolgd als voorzitter door Patxi López.